# ファン・グァンヒ
ファン・グァンヒ （황광희、1988年8月25日 - ）は、韓国の歌手、アナウンサー。 京畿道坡州市で生まれた。

## 活動
スター帝国練習生時代の2009年にリアリティプログラムである《オフィスリアリティ-帝国の子供たち》と《帝国の子供たちリターンズ》に出演し、移動式ステージ車両であるウィンカで全国を巡回 ゲリラ公演を繰り広げ、2010年1月15日には9人組大韓民国の男性グループZE:Aのメンバーとしてデビューした。
その後、2015年から2017年までMBCの新たなメンバーに合流して活動。 また、2017年2月にはチュ・ソンフンのある本部イエンティと専属契約を締結した。 その後、2017年3月13日に現役で軍入隊を行い、2018年12月7日に転役した。 そして2020年にT電話XNUGU広報大使として参加した。
スプーンで10年ぶりにラジオDJに戻ったクァンヒは、2021年3月4日から毎週木曜日の夕方10時にスプーンラジオスタジオで放送を進行することになった。

## 出演作品

### テレビドラマ
2010年
- 検事プリンセス、グロリア

2011年
- 強力盤、吸血鬼アイドル

2012年
- ドロンニョン堂沢影操作団、ネクル目転がってきたあなた、スタンバイ、美しい君へ

2014年
- 家族同士でなぜ

### 映画
2012年
- 家族の帰還

2013年
- グラディエーター（ローマ英雄の誕生の秘密）

### 放送
2009年
- オフィスリアリティ - 帝国の子供たち 12部作
- 帝国の子供たちリターンズ 6部作

2011年～2012年
ジャングルの法則
2012年
- 私たちは結婚しました
- 素晴らしいトーナメントストッキング
- 下車（2015年）
- ひざパクドサ

2013年
- 現場決済の友達が撃つ 5部作
- 乱感スクール 12部作
- マートを迷うあなたのためのガイド 6部作
- 勤務中 三部作

2014年
- 預言者 2部作
- オリーブショー2014 36部作
- 恋愛殿堂 7部作
- ボスとの同針 9部作
- ファッション王コリア2 10部作
- スターペットトラベルクァンヒ 2部作

2015年
- ミステリー音楽番組（覆面歌王）
- 最高の料理秘訣

### MC
- ビューティーバイブル2015
- 無限挑戦
- 君の勝手にしろ
- パイロット
- 私たちが応援します！ 青春せよ！ 10部作
- ビタミン（テレビ番組）
- アバターシェフ

2018
- 全面的な参観時点
- 最近の子供たち
- 黄金漁場ラジオスター
- 横チャネル

2019年
- MBCエブリワン

＊週刊アイドル
2019年 1月9日〜
- 甥は足りない？
- みんなのキッチン
- お買い物のお参り
- ミツコリア
- 大国民トークショーこんにちは

2020年
- 同士
- スミネおかず
- 遊んだら何してるの？
- テレビは愛を積んで
- シックスセンス

2021年
- とにかく出勤

- LGハロービジョン
- 八道飯プラス

## 受賞
2012年
- MBC放送芸能大賞
- ショー/バラエティ部門男新人賞
- 私たちは結婚しました、膝パドーサ

2013年
- SBS芸能大賞
- ベストエンターテイナー賞
- 素晴らしいトーナメントストッキング

2020年
- MBC放送芸能大賞
- ミュージック＆トーク部門男優秀賞
- 遊んだら何してるの？